# Tyus Jones
Tyus Jones (Burnsville, 10 de março de 1996) é um jogador norte-americano de basquete profissional que atualmente joga pelo Orlando Magic do a National Basketball Association (NBA).
Ele jogou basquete universitário pelo Duke Blue Devils e ganhou o título nacional em 2015. Ele foi selecionado pelo Cleveland Cavaliers como a 24º escolha geral no draft da NBA de 2015. Em 2025, após o fim da temporada, ele virou agente livre e assinou um contrato de US$ 7 milhões em 1 ano com o Orlando Magic.

## Carreira no ensino médio
Como calouro em Apple Valley High School, ele recebeu sua primeira oferta de bolsa de estudos de Iowa. Naquela temporada, ele teve médias de 20,1 pontos, 7,1 assistências e 2,6 roubos de bola em 16 jogos, após perder sete semanas devido a um rim lacerado. Após essa temporada, ele foi convidado para participar de acampamentos de habilidades organizados por LeBron James e Chris Paul.
Em seu segundo ano, ele foi uma escolha unânime como Jogador do Ano de Minnesotade 2012 pela Associated Press. Nessa temporada, Jones teve médias de 28 pontos e 8 assistências em 31 minutos. Após a temporada, ele jogou pela Seleção Americana na Copa do Mundo Sub-17 de 2012 em Kaunas, Lituânia e equipe foi invicta em 8 jogos.
Jones entrou em sua terceira temporada, 2012–13, como o jogador de basquete mais bem classificado da classe nacional de 2014, segundo a ESPN. No Timberwolves Shootout em 5 de janeiro de 2013 no Target Center, Jones liderou sua equipe a vitória contra Rashad Vaughn e Robbinsdale Cooper High School. O confronto direto dos armadores da classe de 2014, Jones e Vaughn, foi descrito como "possivelmente o melhor confronto individual na história do basquete de ensino médio de Minnesota" pelo Star Tribune. Duas semanas antes do confronto dos 10 melhores jogadores do ensino médio da ESPN 100, a NBA.com antecipou o confronto com uma matéria. Após essa temporada, ele foi Co-Vencedor do prêmio de Jogador do Ano de Minnesota pela Associated Press, juntamente com Reid Travis.
Em 15 de novembro de 2013, ele fez seu compromisso verbal para jogar basquete universitário pelo Duke Blue Devils no ESPNU. Em 21 de novembro, Justise Winslow também se comprometeu com Duke, dando-lhes a melhor classe de recrutamento do país com Jones, Winslow, Jahlil Okafor e Grayson Allen.

### Recrutamento
Jones foi um dos recrutas mais cobiçados em 2014, classificado como o 4º geral no t=Top 100 da ESPN, ficando atrás de Jahlil Okafor, Myles Turner e Cliff Alexander. Dois anos antes de ser recrutado, Jones fez um pacto com Okafor para um dia jogarem juntos na mesma universidade. Jones recebeu ofertas de bolsa de estudos de Duke, Baylor, Kentucky, Minnesota, Kansas, Michigan State e Ohio State.
Pouco depois, Jones e Okafor reduziram sua lista para Duke e Kansas. Em 15 de novembro de 2013, eles apareceram na ESPNU para anunciar sua decisão. Adam Finkelstein, da ESPN, descreveu a decisão como "fazendo história no basquete universitário" com seu compromisso conjunto com Duke. 

## Carreira universitária

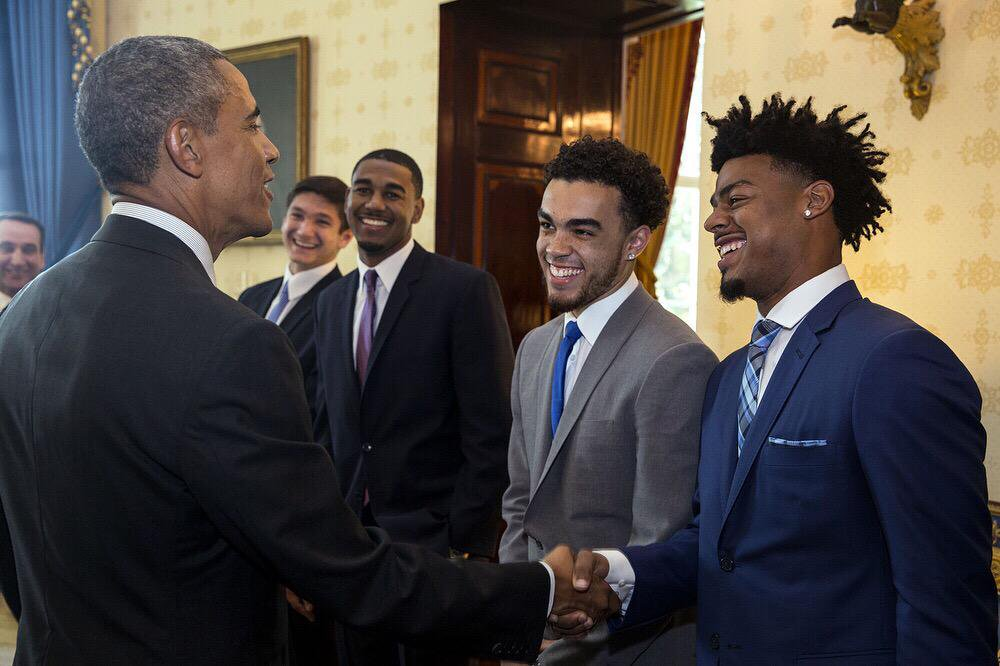
Jones cumprimentando o presidente Barack Obama junto com seus colegas de Duke em 2015.

Ao entrar em sua temporada de calouro na Universidade de Duke, esperava-se que ele disputasse tempo de jogo com Quinn Cook e Rasheed Sulaimon após a formatura de Tyler Thornton. Jones começou a temporada como titular ao lado de Cook. Em 14 de novembro, ele estreou com 15 pontos e 7 assistências contra o Presbyterian. Em 30 de novembro, Jones registrou um duplo-duplo pela primeira vez na carreira com 10 assistências e 16 pontos contra Army. No desafio da ACC–Big Ten contra Wisconsin, ele liderou a vitória por 80-70 com 22 pontos, 6 rebotes e 4 assistências. Por sua atuação, Jones ganhou o Prêmio de Calouro da Semana da ACC e o Prêmio Wayman Tisdale de Calouro Nacional da Semana.
Jones igualou seu recorde pessoal em 19 de janeiro com 22 pontos contra Pittsburgh na 999ª vitória na carreira de Mike Krzyzewski, e em 25 de janeiro ele também marcou 22 pontos contra St. John's na 1000ª vitória na carreira de Krzyzewski. Como resultado dessas duas atuações, ele ganhou o Prêmio de Co-Calouro da Semana da ACC junto com Xavier Rathan-Mayes. Jones registrou 22 pontos, empatando sua marca pessoal e liderando o jogo, além de 8 assistências contra North Carolina em 18 de fevereiro. Ele se tornou o primeiro jogador no clássico a registrar 22 pontos, 8 assistências e 7 rebotes desde que as assistências se tornaram estatísticas oficiais em 1983-84. Como resultado, ele recebeu o Prêmio de Calouro da Semana da ACC e o Prêmio de Calouro Nacional.
Após a temporada, Jones foi nomeado para a Terceira-Equipe da ACC e fez parte de um trio que foi o primeiro a ser selecionado para a Primeira-Equipe de Calouros da ACC (junto com Jahlil Okafor e Justise Winslow). Jones conquistou o Prêmio de MVP do Torneio da NCAA de 2015 ao marcar 23 pontos com 5 rebotes na final do campeonato. Em 2015, o prefeito de sua cidade natal, Apple Valley, declarou o dia 22 de abril como "Tyus Jones Day". Em 15 de abril de 2015, Jones anunciou que entraria no draft da NBA de 2015, renunciando aos seus últimos três anos de elegibilidade universitária.

## Carreira profissional

### Minnesota Timberwolves (2015–2019)

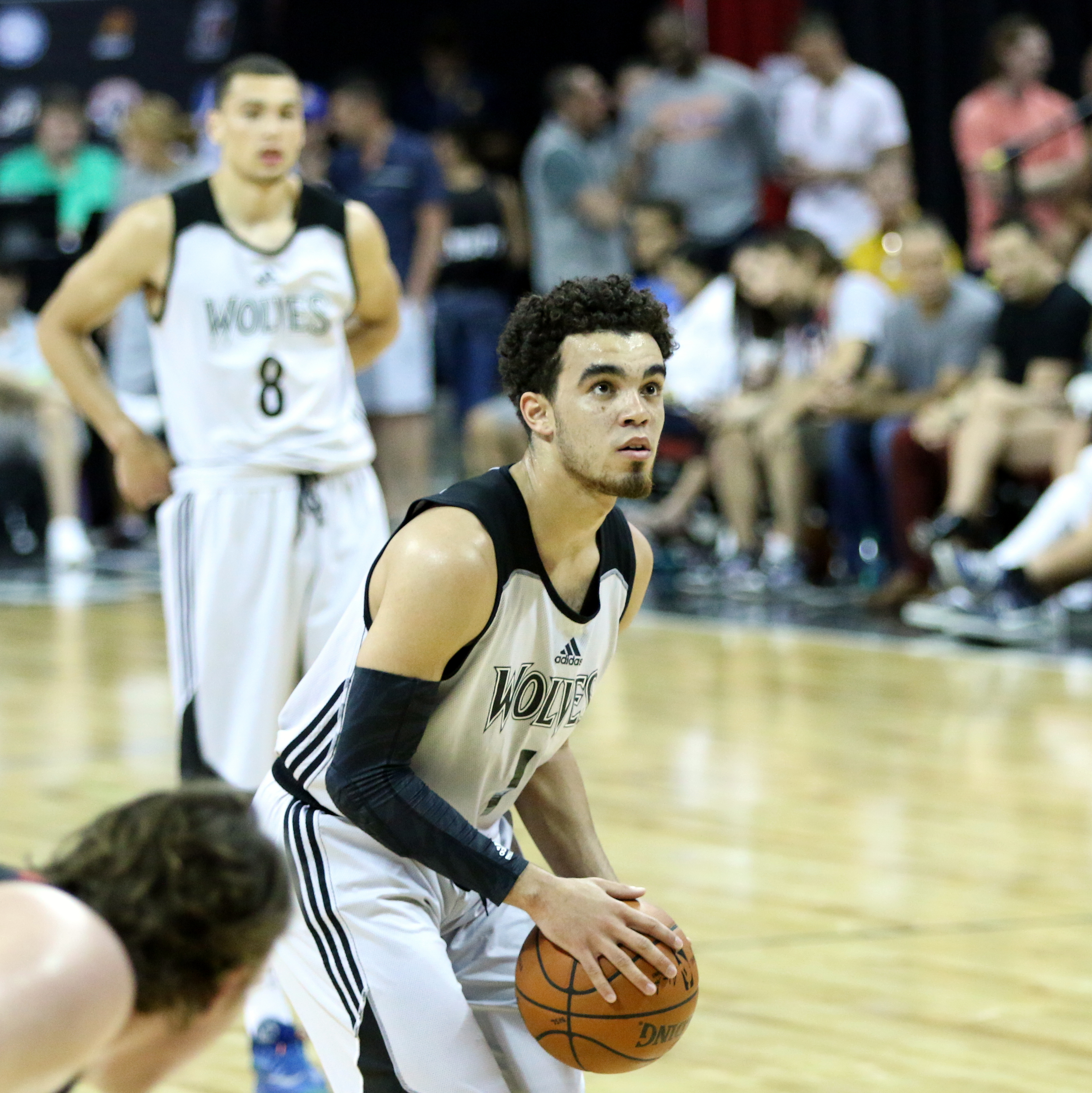
Jones durante a Summer League em 2015.

Jones foi selecionado pelo Cleveland Cavaliers como a 24ª escolha geral no draft da NBA de 2015. A equipe negociou seus direitos de draft para o time de sua cidade natal, o Minnesota Timberwolves, em troca de uma escolha de segunda rodada no draft de 2019 e os direitos de draft de Cedi Osman e Rakeem Christmas. Em 7 de julho de 2015, ele assinou um contrato de 2 anos e US$2.6 milhões com o Timberwolves.
Em 10 de novembro, Jones fez sua estreia na NBA contra o Charlotte Hornets, registrando sua primeira assistência, roubo, rebote e ponto. Em 5 de dezembro, os Timberwolves enviaram Jones para o Idaho Stampede, afiliado da D-League do Utah Jazz. Em 22 de dezembro, ele foi chamado de volta pelos Timberwolves depois de ter médias de 24,7 pontos, 3,9 rebotes, 5,0 assistências e 1,5 roubos em 35,2 minutos. Ele marcou seus primeiros arremessos na NBA em 23 de dezembro contra o San Antonio Spurs, marcando 6 pontos em 20 minutos. No final de fevereiro, o técnico Sam Mitchell observou que Jones estaria recebendo tempo de jogo suficiente para ser avaliado.
Jones foi nomeado o MVP da Summer League de 2016. Ele fez sua estreia na temporada em 1º de novembro, registrando 6 assistências no terceiro jogo dos Timberwolves contra o Memphis Grizzlies. Em 8 de novembro, Jones alcançou recordes pessoais com 12 pontos e 5 roubos, além de igualar seu recorde pessoal com 5 rebotes, junto com 7 assistências (o maior número do jogo) contra o Brooklyn Nets. Quando Ricky Rubio não jogou na última partida da temporada regular em 12 de abril de 2017 contra o Houston Rockets, Jones registrou um recorde pessoal com 16 assistências.
Os Timberwolves da temporada de 2017-18 iniciaram o training camp apenas com Jones e Jeff Teague como armadores. Quando Teague ficou de fora dos últimos quatro jogos de novembro, Jones teve médias de 11,3 pontos, 6,5 assistências e quatro roubos de bola em 38,5 minutos. No segundo desses quatro jogos, Jones registrou um recorde pessoal de sete roubos de bola e igualou seu recorde pessoal com dois bloqueios em sua primeira partida como titular na NBA contra o Phoenix Suns em 26 de novembro de 2017.
Em 17 de dezembro de 2018, Jones registrou seu primeiro duplo-duplo de 10 pontos e 10 assistências contra o Sacramento Kings. Ele encerrou o ano em 31 de dezembro com uma atuação recorde na carreira de 15 pontos e 13 assistências na temporada contra o New Orleans Pelicans. Em 7 de abril, Jones igualou seu recorde pessoal com 13 assistências contra o Oklahoma City Thunder.

### Memphis Grizzlies (2019–2023)
Em 11 de julho de 2019, Jones assinou um contrato de três anos e US$ 26,4 milhões com o Memphis Grizzlies depois que o Timberwolves se recusou a igualar a oferta.
Em 1º de fevereiro de 2021, Jones registrou um recorde pessoal de 14 assistências contra o San Antonio Spurs. Com Ja Morant fora em 15 de fevereiro de 2022, Jones foi titular e marcou um recorde pessoal de 27 pontos contra o New Orleans Pelicans. Os Grizzlies da temporada de 2021-22 tiveram um recorde de 20-5 em jogos da temporada regular com Morant fora e Jones foi titular em 23 desses 25 jogos.
Em 6 de julho de 2022, Jones renovou com os Grizzlies por um contrato de dois anos e US$ 30 milhões.
Em 17 de março de 2023, Jones conseguiu seu primeiro triplo-duplo na carreira com 20 pontos, 10 rebotes e 10 assistências em uma vitória na prorrogação sobre os Spurs. Na noite seguinte, ele registrou 14 assistências sem cometer turnovers contra o Golden State Warriors.

### Washington Wizards (2023–Presente)
Em 22 de junho de 2023, os Grizzlies negociaram Jones com o Washington Wizards como parte de uma troca envolvendo três equipes.
Em 15 de dezembro, Jones conseguiu seu segundo triplo-duplo na carreira com 13 pontos, 11 assistências e 10 rebotes contra o Indiana Pacers. Em 27 de fevereiro de 2024, ele registrou um recorde pessoal de 17 assistências contra o Golden State Warriors.

## Estatísticas da carreira

### NBA

#### Temporada regular
| Ano      | Equipe     | PJ  | PT  | MPJ  | AP   | 3P   | LL   | RT  | AS  | BR  | TO | PPJ  |
| -------- | ---------- | --- | --- | ---- | ---- | ---- | ---- | --- | --- | --- | -- | ---- |
| 2015–16  | Minnesota  | 37  | 0   | 15.5 | .359 | .302 | .718 | 1.3 | 2.9 | .8  | .1 | 4.2  |
| 2016–17  | Minnesota  | 60  | 0   | 12.9 | .414 | .356 | .767 | 1.1 | 2.6 | .8  | .1 | 3.5  |
| 2017–18  | Minnesota  | 82* | 11  | 17.9 | .457 | .349 | .877 | 1.6 | 2.8 | 1.2 | .1 | 5.1  |
| 2018–19  | Minnesota  | 68  | 23  | 22.9 | .415 | .317 | .841 | 2.0 | 4.8 | 1.2 | .1 | 6.9  |
| 2019–20  | Memphis    | 65  | 6   | 19.0 | .459 | .379 | .741 | 1.6 | 4.4 | .9  | .1 | 7.4  |
| 2020–21  | Memphis    | 70  | 9   | 17.5 | .431 | .321 | .911 | 2.0 | 3.7 | .9  | .1 | 6.3  |
| 2021–22  | Memphis    | 73  | 23  | 21.2 | .451 | .390 | .818 | 2.4 | 4.4 | .9  | .0 | 8.7  |
| 2022–23  | Memphis    | 80  | 22  | 24.2 | .438 | .371 | .800 | 2.5 | 5.2 | 1.0 | .1 | 10.3 |
| 2023–24  | Washington | 66  | 66  | 29.3 | .489 | .414 | .800 | 2.7 | 7.3 | 1.1 | .3 | 12.0 |
| Carreira | Carreira   | 601 | 160 | 20.0 | .434 | .355 | .808 | 1.9 | 4.2 | .9  | .1 | 7.1  |

#### Play-In
| Ano  | Equipe  | PJ | PT | MPJ | AP   | 3P   | LL    | RT | AS | BR | TO | PPJ |
| ---- | ------- | -- | -- | --- | ---- | ---- | ----- | -- | -- | -- | -- | --- |
| 2021 | Memphis | 2  | 0  | 7.3 | .667 | .500 | 1.000 | .0 | .5 | .0 | .0 | 3.5 |

#### Playoffs
| Ano      | Equipe    | PJ | PT | MPJ  | AP   | 3P   | LL    | RT  | AS  | BR  | TO | PPJ |
| -------- | --------- | -- | -- | ---- | ---- | ---- | ----- | --- | --- | --- | -- | --- |
| 2018     | Minnesota | 4  | 0  | 13.8 | .286 | .000 | —     | 2.3 | 2.0 | .3  | .0 | 1.0 |
| 2021     | Memphis   | 5  | 0  | 9.4  | .353 | .250 | 1.000 | 1.4 | 1.2 | .2  | .0 | 3.0 |
| 2022     | Memphis   | 12 | 3  | 21.8 | .394 | .400 | .933  | 3.3 | 4.5 | 1.2 | .2 | 9.2 |
| 2023     | Memphis   | 6  | 1  | 20.0 | .306 | .158 | .667  | 3.0 | 3.7 | 1.3 | .0 | 4.5 |
| Carreira | Carreira  | 27 | 4  | 16.2 | .334 | .202 | .866  | 2.5 | 2.8 | .7  | .0 | 4.4 |

### Universitário
| Ano     | Equipe | PJ | PT | MPJ  | AP   | 3P   | LL   | RT  | AS  | BR  | TO | PPJ  |
| ------- | ------ | -- | -- | ---- | ---- | ---- | ---- | --- | --- | --- | -- | ---- |
| 2014–15 | Duke   | 39 | 39 | 33.9 | .417 | .379 | .889 | 3.5 | 5.6 | 1.5 | .1 | 11.8 |

## Vida pessoal
Os pais de Jones são Rob e Debbie. Ele tem três irmãos: Tre, que joga pelo San Antonio Spurs, e dois meio-irmãos, Jadee Jones e Reggie Bunch, que também jogaram basquete universitário nos Estados Unidos. Seus pais são divorciados. Jones vem de uma família ligada ao basquete. Sua mãe, Debbie, também jogou como armadora e levou a Devils Lake High School ao título estadual de Dakota do Norte. Rob Jones, seu pai, mede 1,98 metros e jogou pela University of Wisconsin–Parkside na década de 1980, quando competiam no nível da Divisão III da NCAA. Sua tia, Darcy Cascaes, diretora de esportes da DeLaSalle High School, conquistou dois títulos estaduais na Devils Lake e foi uma armadora premiada na Universidade de Dakota do Norte.
Jones é amigo de Jahlil Okafor desde os 8 anos. Ele jogou futebol americano como quarterback na escola e também foi reconhecido como um respeitado arremessador e interbases no beisebol.

Jones e sua namorada de longa data, Carrie Yeakey, ficaram noivos antes da temporada de 2019-20. Jones e sua noiva tiveram um filho, Tyus Jr., em 5 de maio de 2020.